# 아씨 (1970년 영화)
"아씨"는 1970년에 개봉한 대한민국의 영화이다.

## 캐스팅
- 김세윤
- 김희준
- 김혜정